# 市場町 (名古屋市)
市場町（いちばちょう）は、愛知県名古屋市熱田区にかつて存在した地名。

## 歴史

### 町名の由来
『尾張国地名考』は12月25日から大晦日まで歳の市、正月に初市が立った場所であるためとしているという。

### 沿革
- 1871年（明治4年） - 隣接する布瀑女（そぶくめ）町を編入[2]。
- 1878年（明治11年）12月28日 - 愛知郡熱田村の一部により、同郡市場町が成立[3]。
- 1889年（明治22年）10月1日 - 合併により、愛知郡熱田町大字市場となる[3]。
- 1907年（明治40年）6月1日 - 合併により、名古屋市熱田市場町となる[3]。
- 1908年（明治41年）4月1日 - 南区編入により、同区熱田市場町となる[3]。
- 1937年（昭和12年）10月1日 - 熱田区編入により、同区熱田市場町となる[3]。
- 1939年（昭和14年）12月15日 - 改称により、熱田区市場町となる[3]。
- 1981年（昭和56年）9月20日 - 熱田区神宮一丁目・神宮二丁目・伝馬一丁目にそれぞれ編入され消滅[3]。

### 字一覧
1882年時点で市場町に存在した小字は以下の通り。なお小字はすべて消滅している。
| 字       | 読み       | 備考 |
| -------- | ---------- | ---- |
| 布瀑女   | そぶくめ   |      |
| 馬ノ部屋 | うまのへや |      |
| 袋町     | ふくろまち |      |
| 喜見寺   | きけんじ   |      |